# Bistum Sikasso
Das Bistum Sikasso (lat.: Dioecesis Sikassensis) ist eine in Mali gelegene römisch-katholische Diözese mit Sitz in Sikasso.

## Geschichte
Das Bistum Sikasso wurde am 12. Juni 1947 durch Papst Pius XII. mit der Apostolischen Konstitution In dominicis agris aus Gebietsabtretungen des Apostolischen Vikariates Bobo-Dioulasso als Apostolische Präfektur Sikasso errichtet. Am 6. Juli 1963 wurde die Apostolische Präfektur Sikasso durch Papst Paul VI. zum Bistum erhoben und dem Erzbistum Bamako als Suffraganbistum unterstellt.

## Ordinarien

### Apostolische Präfekten von Sikasso
- Didier Pérouse de Montclos MAfr, 1947–1963

### Bischöfe von Sikasso
- Didier Pérouse de Montclos MAfr, 1963–1976
- Jean-Baptiste Maria Cissé, 1976–1996
- Jean-Baptiste Tiama, 1998–2020, dann Bischof von Mopti
- Robert Cissé, 2022–2024, dann Erzbischof von Bamako
  - Sedisvakanz seit 25. Juli 2024